# シリ・ハストヴェット
シリ・ハストヴェット（Siri Hustvedt, 1955年2月19日 -）はアメリカ合衆国の小説家、エッセイスト。

## 略歴
ミネソタ州ノースフィールドで、ノルウェー人の母とノルウェー系アメリカ人で歴史家の父ロイドとのあいだに4人姉妹の長女として生まれる。母語はノルウェー語。少女時代はアメリカとノルウェーの往復生活を過ごす。
父が教鞭をとっていた聖オラフ大学で歴史学の学士号を取得。卒業後の1978年からニューヨークに単身移住。様々な職業に就きながらコロンビア大学で英文学研究と作家活動を始める。1986年に同大学で博士号を取得。学位論文はチャールズ・ディケンズに関するもの。2019年アストゥリアス皇太子賞文学部門受賞。バーグルエン賞選考委員も務める。
夫は同業のポール・オースター、娘は歌手のソフィー・オースター。

## 著作（日本語訳）

### 小説
- 『目かくし』（The Blindfold, 1992 ) 斎藤英治訳、白水社、2000年
- 『フェルメールの受胎告知』（Mysteries of the Rectangle, 2005） 野中邦子訳、白水社、2007年
- 『震えのある女 私の神経の物語』（The Shaking Woman or A History of My Nerves, 2009） 上田麻由子訳、白水社、2011年